# ミケル・ニエベ
ミケル・ニエベ（Mikel Nieve、1984年5月26日 - ）は、スペイン、ナバーラ州レイツァ出身の自転車競技（ロードレース）選手。

## 経歴
2008年、オルベア＝オレカ・SDAと契約を結んでプロ転向。
2009年、エウスカルテル・エウスカディに移籍。 
2010年
- ブエルタ・ア・エスパーニャ初出場、山頂ゴールの第16ステージを制覇し、総合12位。

2011年
- ジロ・デ・イタリア 総合11位 & 第15ステージ制覇。
- ブエルタ・ア・エスパーニャ 総合10位

2012年
- ジロ・デ・イタリア 総合10位
- ツール・ド・スイス 総合5位

2013年
- ツール・ド・フランス 総合12位
- エウスカルテル・エウスカディ解散後、チームスカイに2年契約で移籍。

2016年
- ジロ・デ・イタリアにて区間1勝と山岳賞を獲得。

2018年、ミッチェルトン・スコットへ移籍。
- ジロ・デ・イタリア　区間優勝（第20ステージ）

2022年シーズンよりカハ・ルラル＝セグロス RGAに所属し、同年引退。
2023年シーズンよりエキポ・ケルン・ファルマのアシスタント・スポーツディレクターを務める。